# Tulak (district)
Pour les articles homonymes, voir Tulak.
Tulak est un district montagneux situé au sud-ouest de la province de Ghôr en Afghanistan. Sa ville principale est Kwajaha.

## Démographie
En 2012 on y dénombre 50 000 habitants.

## Géologie
Ce district abrite un gisement de zinc (130 000 tonnes) et de plomb (12 000 tonnes).